# Arjona longifolia
Arjona longifolia är en tvåhjärtbladig växtart som beskrevs av Rodolfo Amando Philippi. Arjona longifolia ingår i släktet Arjona och familjen Schoepfiaceae. Inga underarter finns listade i Catalogue of Life.